# Cupa Muntenegrului
Cupa Muntenegrului (în muntenegreană: Crnogorski fudbalski kup, Црногорски фудбалски куп) este cupa națională la fotbal disputată în Muntenegru.

## Finale
Rezultatele finalelor:
| An      | Câștigător        | Rezultat              | Finalist          | Stadion                           | Spectatori |
| ------- | ----------------- | --------------------- | ----------------- | --------------------------------- | ---------- |
| 2006–07 | FK Rudar Pljevlja | 2–1                   | FK Sutjeska       | Stadionul Pod Goricom, Podgorica  | 8,000      |
| 2007–08 | FK Mogren         | 1–1 a.e.t. (6–5 pen.) | FK Budućnost      | Stadion Pod Goricom, Podgorica    | 10,000     |
| 2008–09 | Petrovac          | 1–0                   | Lovćen            | Podgorica City Stadium, Podgorica | 4,000      |
| 2009–10 | FK Rudar Pljevlja | 2–1                   | FK Budućnost      | Podgorica City Stadium, Podgorica | 6,000      |
| 2010–11 | FK Rudar Pljevlja | 2–2 a.e.t. (5–4 pen.) | FK Mogren Budva   | Podgorica City Stadium, Podgorica | 5,000      |
| 2011–12 | FK Čelik Nikšić   | 2–1                   | FK Rudar Pljevlja | Podgorica City Stadium, Podgorica | 6,000      |
| 2012–13 | FK Budućnost      | 1–0                   | Čelik             | Podgorica City Stadium, Podgorica | TBD        |

## Performanță după club
| Club              | Trofee | Finale | Anii trofeelor            |
| ----------------- | ------ | ------ | ------------------------- |
| FK Rudar Pljevlja | 3      | 1      | 2006-07, 2009–10, 2010–11 |
| FK Budućnost      | 1      | 2      | 2012–13                   |
| FK Čelik Nikšić   | 1      | 1      | 2011–12                   |
| FK Mogren         | 1      | 1      | 2007-08                   |
| OFK Petrovac      | 1      | 0      | 2008-09                   |
| FK Sutjeska       | 0      | 1      |                           |
| FK Lovćen         | 0      | 1      |                           |